# Stazione di Santa Giuletta
Stazione di Santa Giuletta vasútállomás Olaszországban, Lombardia régióban, Santa Giuletta településen.

## Vasútvonalak
Az állomást az alábbi vasútvonalak érintik:
- Alessandria–Piacenza-vasútvonal

## Kapcsolódó állomások
A vasútállomáshoz az alábbi állomások vannak a legközelebb:
- Stazione di Casteggio
- Stazione di Broni